# Christian Weigoni
Christian Weigoni (* 31. März 1982) ist ein deutscher Poolbillardspieler.

## Karriere
Bei der Jugend-EM 1997 wurde Christian Weigoni durch einen Finalsieg gegen den Griechen John Vassalos Europameister im 14/1 endlos der Schüler. Ein Jahr später verlor er das Finale im 8-Ball der Schüler gegen Marcel Kirsten und wurde im 9-Ball Dritter. 1999 wurde Weigoni im Finale gegen Nikos Ekonomopoulos beziehungsweise John Vassalos Junioren-Europameister im 14/1 endlos sowie im 9-Ball. Bei der Jugend-EM 2000 kam er im 14/1 endlos auf den dritten Platz.
Nachdem Weigoni bereits 2007 im 14/1 endlos Fünfter geworden war, gewann er bei der Deutschen Meisterschaft 2008 mit dem dritten Platz im 9-Ball erstmals eine Medaille. Im Oktober 2008 gelang ihm bei der 10-Ball-Weltmeisterschaft der Einzug in die Finalrunde, in der er in der Runde der letzten 64 mit 7:9 gegen den Schweden Marcus Chamat ausschied. Bei der Deutschen Meisterschaft 2009 erreichte er das 8-Ball-Finale, das er jedoch gegen Dominic Jentsch verlor und wurde Dritter im 9-Ball. Im Oktober 2010 gewann Weigoni bei der Deutschen Meisterschaft die Bronzemedaille im 14/1 endlos.
Mit dem 1. PBC Fulda wurde Weigoni in der Saison 2006/07 Deutscher Meister. Derzeit spielt er beim Zweitligisten PBSG Wolfsburg.